# Mary Hays
Mary Hays (1760 – 1843) fue una novelista feminista inglesa. 

## Primeros años
Mary Hays nació en Southwark, Londres. Se sabe prácticamente nada acerca de ella durante los primeros 17 años de su vida. En 1779 se enamoró de John Eccles, quien vivía en Gainsford Street, al igual que ella. Sus padres se opusieron a la unión pero ellos se encontraron secretamente e intercambiaron más de cien cartas. Trágicamente, en agosto de 1780 Eccles falleció de fiebre. Ella escribió "Todos mis placeres, y todas mis posibilidades fueron enterradas con él". Esto transformó sus perspectivas, tornándolas más solemnes, y la incentivó a ser escritora. Durante los diez años siguientes, escribió ensayos y poemas; su cuento corto titulado "Hermit: an Oriental Tale" fue publicado en 1786. Era una historia pintoresca, la cual advertía sobre los riesgos de la pasión en exceso. Intercambió cartas con Robert Robinson, un ministro que se pronunció en contra del comercio de esclavos. Asistió a la "Dissenting Academy" en Hackney a finales de la década de 1780.

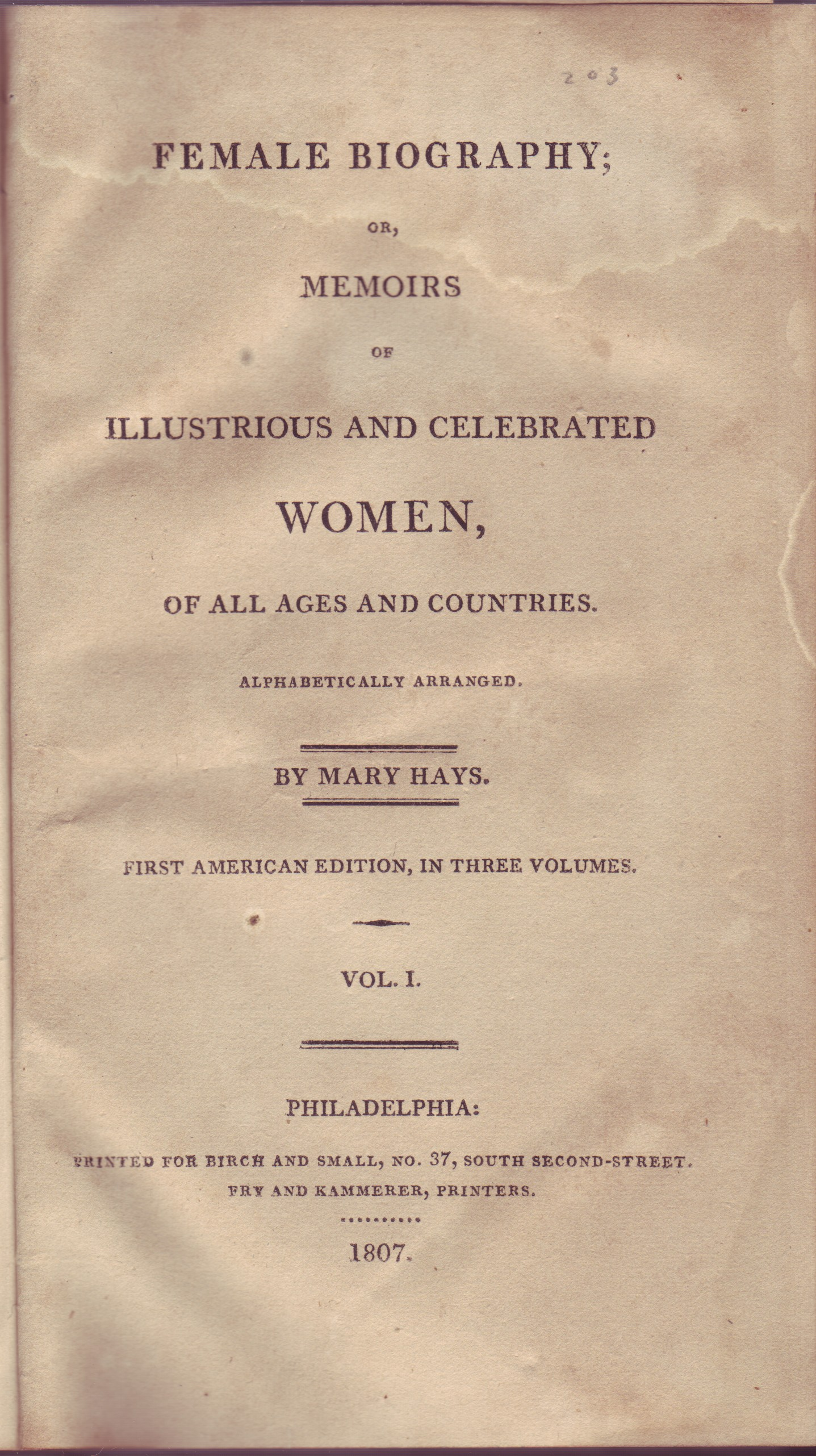
Primera página del libro Female Biography, or, Memoirs of Illustrious and Celebrated Women de Mary Hays, 1807.

## Éxito como escritora
En 1791 le respondió a Gilbert Wakefield con un panfleto, cuyo título fue Cursory Remarks on An Enquiry into the Expediency and Propriety of Public or Social Worship, usando el seudónimo Eusebia. El matemático de Cambridge William Frend le escribió felicitándola por el mismo. Esto derivó en un breve romance, pero Frend estaba menos interesado que Hays. En 1792 Hays recibió una copia de A Vindication of the Rights of Woman de Mary Wollstonecraft, la cual la marcó profundamente. Hays contactó al editor del libro, Joseph Johnson, lo cual la llevó a trabar amistad con Wollstonecraft. Hays luego escribió el libro Letters and Essays (1793) e invitó a Mary Wollstonecraft a realizar un comentario sobre él antes de publicarse. Aunque las críticas fueron variadas, Hays decidió dejar de mantenerse a sí misma con la escritura, por lo que se mudó a Hatton Garden. Como no tenía suficiente dinero como para comprar Justicia política, de William Godwin, le escribió al autor pidiéndoselo prestado. Esto llevó a una amistad entre ellos, y Godwin se convirtió en su guía y maestro. 

## Emma Courtney
Su siguiente obra, Memoirs of Emma Courtney (1796) es probablemente su trabajo más reconocido. La novela narra la experiencia de su romance con William Frend, e incluye también elementos de su amistad con Godwin. La protagonista se enamora de un hombre sin dinero, Augustus Harley, y le ofrece vivir con él como si fuese su esposa pero sin contraer matrimonio. Cuando es rechazada busca a Mr. Francis, un personaje basado en Godwin. Intercambian cartas filosóficas, pero al final él la previene de llegar demasiado lejos. La respuesta de la crítica a la novela estuvo dividida por puntos de vista políticos. El amor libre es visto como alineado con la vida social y la represión doméstica se muestra como confirmación del orden político. 
Aproximadamente en esa época, Hays comenzó a escribir artículos para Analytical Review, una revista liberal. Mary Wollstonecraft era la editora encargada de la ficción. Es Mary Hays quien es popularmente reconocida como la que presentó a William Godwin y a Mary Wollstonecraft, quienes en 1797 contrajeron matrimonio. Cuando Mary Wollstonecraft se encontraba en su lecho de muerte, debido a ciertas complicaciones con el nacimiento de su hija, Mary (Mary Shelley), fue Mary Hays quien le sirvió como enfermera. También escribió un obituario para Wollstonecraft en el Annual Necrology.

## Últimos años
Hays y Godwin se distanciaron, y ella desvió su atención a otros escritores, incluyendo Robert Southey. No se conocen retratos de ella de sus últimos años, pero Samuel Taylor Coleridge la consideraba poco atractiva. Su siguiente novela The Victim of Prejudice (1799) es más feminista y critica las jerarquías sociales, además de ser en cierta forma melodramática. La reacción violenta contra el Reino del Terror francés afectó las críticas de la novela: Hays fue considerada demasiado radical e histérica. En 1803 Hays probó su determinación y seriedad publicando Female Biographies, un libro de seis volúmenes, el cual narra las biografías de 294 mujeres. Para este escenario Hays pensó que sería muy peligroso elogiar a Mary Wollstonecraft, por lo que la omitió de la lista. Mudándose a Camberwell, Hays adquirió fama ante varias de las figuras literarias de la época, incluyendo a Charles y Mary Lamb y William Blake. Los últimos veinte años de su vida fueron poco gratificantes, con pocos ingresos y elogios moderados hacia su trabajo. En 1824 Hays regresó a Londres, en donde falleció en 1843- Fue enterrada en el cementerio Abney Park, en Church Street, Stoke Newington, Londres.

## Lectura complementaria
- Butler, Marilyn. Jane Austen and the War of Ideas. Oxford: Clarendon Press, 1975.
- Johnson, Claudia L. Jane Austen: Women, Politics, and the Novel. Chicago: University of Chicago Press, 1988.
- Kelly, Gary. Women, Writing, and Revolution, 1790-1827. Oxford: Oxford University Press, 1993.
- Mellor, Anne K. Romanticism and Gender. Nueva York:  Routledge, 1993.
- Sherman, Sandra. "The Feminization of 'Reason' in Hays's The Victim of Prejudice". The Centennial Review 41.1 (1997): 143-72.
- Sherman, Sandra. "The Law, Confinement, and Disruptive Excess in Hays' The Victim of Prejudice". 1650-1850: Ideas, Aesthetics, and Inquiries in the Early Modern Era. Vol. 5. Nueva York: AMS Press, 1998.
- Spencer, Jane, The Rise of the Woman Novelist: From Aphra Behn to Jane Austen. Oxford: Blackwell, 1986.
- Spender, Dale. Mothers of the Novel: 100 Good Women Writers before Jane Austen. New York: Pandora, 1986.
- Todd, Janet, The Sign of Angellica: Women, Writing and Fiction, 1660-1800. London: Virago, 1989.
- Ty, Eleanor. "The Imprisoned Female Body in Mary Hays' The Victim of Prejudice". Women, Revolution and the Novels of the 1790s. Ed. Linda Lang-Peralta.
- Ty, Eleanor. "Mary Hays". Dictionary of Literary Biography 142: Eighteenth-Century British Literary Biographers. Ed. Steven Serafin. Detroit: Bruccoli Clark Layman, 1994.
- Ty, Eleanor. Unsex'd Revolutionaries: Five Women Novelists of the 1790s. Toronto: University of Toronto Press, 1993.

- Datos: Q1797831